# Викол, Мария
Мария Викол (рум. Maria Vicol; 17 октября 1935 — 13 марта 2015), девичья фамилия Тэйтиш (рум. Tăitiş) — румынская фехтовальщица, чемпионка мира и призёр Олимпийских игр.

## Биография
Выступала за спортивной общество «Прогресул» (Бухарест), тренировалась у Анджело Пеллегрини. В апреле 1956 года выиграла серебряную медаль на чемпионате мира среди юниоров в Люксембурге, первую румынскую фехтовальную медаль на крупном международном соревновании. 
В 1960 году на Олимпийских играх в Риме завоевала бронзовую медаль. В 1961 году стала обладательницей бронзовой медали чемпионата мира в Турине. В 1964 году приняла участие в Олимпийских играх в Токио, где разделила 5-е место с командой. В 1965 году завоевала серебряную медаль чемпионата мира в Париже. В 1968 году стала бронзовой призёркой Олимпийских игр в Мехико в командном первенстве. В 1969 году стала чемпионкой мира в Гаване. На чемпионате мира в Анкаре (1970) стала обладательницей серебряной медали.
С 1968 года преподавала фехтование в СК «Кутезатори» и в CSS1 «Бухарест», подготовила олимпийскую чемпионку Лауру Бадя. Являлась судьей международной категории.
Была замужем за регбистом Флорином Виколом.